# 白い悪魔 (映画)
『白い悪魔』（しろいあくま）は、1958年1月22日に公開された日本映画。製作、配給は日活。モノクロ、スタンダード。原田康子の『夜の出帆』を脚色し、映画化した作品である。

## スタッフ
以下のスタッフ名はKINENOTEに従った。
- 製作：水の江瀧子
- 原作：原田康子
- 脚本：植草圭之助
- 音楽：牧野由多可
- 撮影：横山実
- 美術：坂口武玄
- 録音：沼倉範夫
- 照明：森年男
- 監督：齋藤武市

## キャスト
以下の役名と出演者名はKINENOTEに従った。
- 牟田口克介：森雅之
- 牟田口朝子：野添ひとみ
- 白戸宗太郎：清水将夫
- 木谷：大森義雄
- 小沢邦子：渡辺美佐子
- ピーター：岡田眞澄
- 岡本：小林旭
- 吉田：秋津礼二
- 関口：関口悦郎
- とよ：田中筆子
- 安子：谷和子
- 芳子：泉桂子
- 有本：浜村純